# Serra de Can Rubió
La Serra de Can Rubió és una serra situada al municipi d'Esparreguera a la comarca del Baix Llobregat, amb una elevació màxima de 426 metres.